# 테일즈샵
주식회사 테일즈샵(영어: Talesshop)은 인천광역시 부평구 부평동에 본사를 둔 서브컬쳐 비주얼 노벨 게임 개발사이다.
테일즈샵이라는 이름은 '재미를 만드는 이야기 가게'라는 의미이며 주로 비주얼 노벨을 중심으로 한 게임을 제작하고 있다.

## 제작 게임 목록
- 육식의 섬
- 무인세계
- 트리플E
- 우리집 아기고양이
- 방구석에 인어아가씨
- 데드엔드99%
- 아르베도 스페라
- 포춘 하모니
- 죽어버린 별의 넋두리
- 미래의 여친님이 나에게 인사를 건네왔다
- 니그레도 라비린스
- 산타는 교복을 입을 수 밖에 없어
- 미래세계의 맹인
- 용님과 희생양
- 당신을 기다리는 여우
- 섬광천사 리토나 리리셰
- 여포키우기
- 루베도 아니무스
- 기적의 분식집
- 당신을 기다리는 여우 화
- 썸썸 편의점
- 던전로드
- 러브플루트
- 그녀의 세계
- 랜덤채팅의 그녀
- 사니양 연구실